# Tanystylum bredini
Tanystylum bredini là một loài nhện biển trong họ Ammotheidae. Loài này thuộc chi Tanystylum. Tanystylum bredini được miêu tả khoa học năm 1970 bởi Child.